# 新四军第四支队东进抗日纪念馆
新四军第四支队东进抗日纪念馆，简称新四军抗日纪念馆，位于安徽省合肥市肥东县白龙镇河塘村褚老圩。2003年5月开工，2007年7月完工。馆内有新四军历史照片和部分文物，园区还包括将星馆、新四军东进抗日群雕、高敬亭纪念林和纪念碑、红军井、烈士墓等。2018年以新四军江北指挥部旧址列入第六批合肥市文物保护单位。